# Museu Guilleries
El Museu Guilleries és un museu ubicat a Sant Hilari Sacalm que explica i contextualitza les Guilleries. El seu objectiu és donar a conèixer l'entorn i ajudar a entendre i respectar els valors de les Guilleries per conservar, protegir i millorar el municipi. Està ubicat a la Plaça doctor Robert, al nucli antic del municipi, en l'antiga seu dels roders del municipi, un edifici que data de 1931 i que fou edificat per l'arquitecte Manuel Gausa. Presenta la realitat de les Guilleries amb l'ajuda de diorames, esquemes, fotografies o suport audiovisual, així com amb la flora i la fauna més representativa de la zona. També organitza rutes pel municipi i tallers relacionats amb la natura.